# Обидиакены
Обидиакены — (др.-греч. Ἀρρηχοί) — одно из меотских племён, живших в первом тысячелетии до н. э. на восточном и юго-восточном побережье Азовского моря. Обидиакены — упоминаются Страбоном и другими античными авторами.
В частности, Страбон писал -

К числу меотов, принадлежат сами синды, дандарии, тореаты, агры и аррехи, а также тарпеты, обидиакены, ситтакены, досхи и некоторые другие.

Более поздняя судьба племени обидиакены не известна. Большинство памятников меотских курганов пока не исследованы. Вероятно, они растворились в общей меотской среде.